# Fiete Schulze (Schiff)
Das Frachtschiff Fiete Schulze war ein Handelsschiff der Deutschen Seereederei Rostock, der Staatsreederei der DDR, und das vorletzte einer Serie von sechzehn Schiffen vom Typ X. Gebaut wurde es auf der VEB Warnow-Werft in Rostock.

## Geschichte

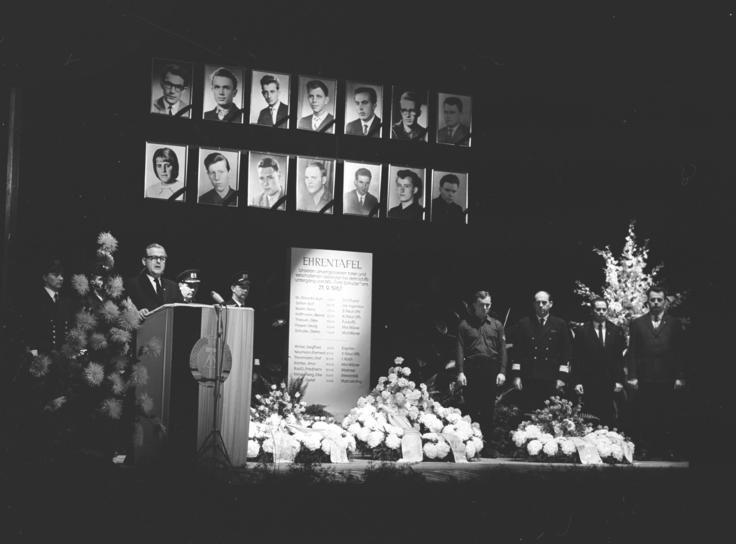
Trauerfeier für die ums Leben gekommenen Seeleute

Das Frachtschiff hatte am 11. Juli 1966 als fünfzehntes Schiff der Serie seinen Stapellauf und wurde nach Fiete Schulze benannt. Am 11. November 1966 lieferte die Warnow-Werft das Schiff mit der Baunummer 125 an die Deutsche Seereederei Rostock aus. Es wurde überwiegend im Trampverkehr mit westafrikanischen Häfen eingesetzt.

## Der Untergang
Mit dem Schiff sollten 8000 t Eisenmasseln von Rotterdam nach Japan gebracht werden. Für die DDR war das ein lukratives, devisenbringendes Geschäft, während diese Fracht unter Seeleuten weniger beliebt war, unter anderem, weil sie den Schiffsboden stark zerschrammte und nicht richtig fixiert werden kann. Mehrere gleichartige Transporte von Eisenmasseln mit ähnlichen Schiffen waren aber zuvor problemlos verlaufen.
Am 8. September 1967 verließ die Fiete Schulze Rotterdam. Beim Ausweichen vor dem tropischen Wirbelsturm Chloe erlitt das Schiff in einem Tiefdruckgebiet in der Nähe der Azoren-Insel São Miguel 40° Schlagseite durch Übergehen der Ladung aus Eisenmasseln, welche die Bordwand durchschlugen. Unweit La Coruña sank das Schiff am 21. September 1967 um 1.35 Uhr auf der Position 45° 33′ 0″ N, 10° 15′ 0″ W. An der darauf folgenden Suche nach Überlebenden beteiligten sich zahlreiche Schiffe, darunter der US-amerikanische Tanker Jasmina, die Stückgutschiffe Bovenkerk, Borussia, Ceuta und Rhön, das Massengutschiff Strassburg, der Bergungsschlepper Pacific sowie spanische Hubschrauber. Die ersten Seeleute wurden vom US-amerikanischen Tanker Jasmina an Bord genommen, später rettete die Ceuta sieben Seeleute von einem umgeschlagenen Rettungsboot, und drei der überlebenden Seeleute wurden von der Borussia gerettet. Zum Ende der Suche stießen die John Brinkmann und die Völkerfreundschaft zur Gruppe der suchenden Schiffe – diese hatten auch medizinisches Personal und Medikamente an Bord. Da der schlechte Gesundheitszustand eine Übergabe auf hoher See an die herbeigeeilte Völkerfreundschaft nicht ermöglichte, gingen die Geretteten erst in Hamburg an Land. In Der schwarze Kanal, einer Propaganda-Sendung der DDR, wurde dieser Vorgang als „Entführung“ von DDR-Bürgern dargestellt. Insgesamt starben 14 Seeleute beim Untergang; 28 konnten gerettet werden.

## Dokumentation
- Lebensretter, Folge 224: Schiffsuntergang „Fiete Schulze“ 1967, MDR, Moderation: Sven Voss, Erstausstrahlung: 24. März 2022, MDR Fernsehen, 44:32 Min., abrufbar bis zum 20. Juni 2025.[3]